# 大波蘭地區格羅濟斯克縣
52°14′N 16°22′E / 52.233°N 16.367°E

大波蘭地區格羅濟斯克縣（波蘭語：Powiat grodziski），是波蘭的縣份，位於該國中西部，由大波蘭省負責管轄，首府設於大波蘭地區格羅濟斯克，面積644平方公里，2006年人口49,444，人口密度每平方公里77人。